# Заманабад (Зарандіє)
Заманабад (перс. زمان اباد) — село в Ірані, у дегестані Гакімабад, у Центральному бахші, шахрестані Зарандіє остану Марказі. За даними перепису 2006 року, його населення становило 0 осіб, що проживали у складі 0 сімей.

## Клімат
Середня річна температура становить 15,58 °C, середня максимальна – 34,72 °C, а середня мінімальна – -7,10 °C. Середня річна кількість опадів – 256 мм.
| Клімат поселення                              | Клімат поселення | Клімат поселення | Клімат поселення | Клімат поселення | Клімат поселення | Клімат поселення | Клімат поселення | Клімат поселення | Клімат поселення | Клімат поселення | Клімат поселення | Клімат поселення | Клімат поселення |
| Показник                                      | Січ.             | Лют.             | Бер.             | Квіт.            | Трав.            | Черв.            | Лип.             | Серп.            | Вер.             | Жовт.            | Лист.            | Груд.            |                  |
| Середній максимум, °C                         | 10,68            | 13,54            | 17,91            | 24,25            | 29,14            | 33,87            | 34,72            | 33,54            | 29,60            | 23,69            | 17,09            | 10,75            |                  |
| Середня температура, °C                       | 1,79             | 4,65             | 9,02             | 15,36            | 20,24            | 24,98            | 28,30            | 27,12            | 23,18            | 17,25            | 10,66            | 4,33             |                  |
| Середній мінімум, °C                          | −7,1             | −4,24            | 0,15             | 6,46             | 11,36            | 16,10            | 21,88            | 20,70            | 16,76            | 10,84            | 4,24             | −2,09            |                  |
| Норма опадів, мм                              | 36               | 36               | 45               | 31               | 23               | 4                | 2                | 1                | 1                | 15               | 25               | 37               |                  |
| Середньомісячна швидкість вітру, м/с          | 1.89             | 2.18             | 3.23             | 3.39             | 3.20             | 2.97             | 3.05             | 2.86             | 2.41             | 2.36             | 1.84             | 1.88             |                  |
| Середньомісячна сонячна радіація, кДж/м²·день | 8938             | 11709            | 14282            | 17915            | 21845            | 25836            | 25436            | 23181            | 19814            | 14515            | 10689            | 8524             |                  |
| --------------------------------------------- | ---------------- | ---------------- | ---------------- | ---------------- | ---------------- | ---------------- | ---------------- | ---------------- | ---------------- | ---------------- | ---------------- | ---------------- | ---------------- |
| Джерело:                                      |                  |                  |                  |                  |                  |                  |                  |                  |                  |                  |                  |                  |                  |